# Ложное слоновье ухо
Ложное слоновье ухо (Cymbium cymbium) — вид морских брюхоногих моллюсков из семейства Volutidae.

## Описание
Окраска раковины варьирует, преимущественно в пределах серо-коричневых оттенков, устье желтоватое или розоватое, блестящее. Длина раковины от 10 до 20 см. Раковина удлинённо овальной формы, завиток развит, целиком скрыт последним оборотом раковины. Последний оборот сильно расширен и составляет всю высоту раковины. Сифональный вырост раковины короткий, характеризуется широким каналом. Устье раковины широкое, с глубокой полукруглой вырезкой в её нижней части. Наружная губа раковины сравнительно тонкая, с плавно закруглённым краем; отвёрнута наружу и образует форму устья. Поверхность раковины Cymbium cymbium гладкая, её скульптура представлена лишь линиями нарастания.

## Ареал
Ареал вида охватывает Канарские острова, побережье северо-западной Африки от Марокко до Сенегала. Моллюск селится на глубинах 10—50 метров.